# Northfield (condado de Franklin, Massachusetts)
Northfield é um lugar designado pelo censo localizado no condado de Franklin no estado estadounidense de Massachusetts. No Censo de 2010 tinha uma população de 1.089 habitantes e uma densidade populacional de 93,85 pessoas por km².

## Geografia
Northfield encontra-se localizado nas coordenadas 42° 42′ 50″ N, 72° 25′ 22″ O. Segundo a Departamento do Censo dos Estados Unidos, Northfield tem uma superfície total de 11.6 km², da qual 11.56 km² correspondem a terra firme e (0.4%) 0.05 km² é água.

## Demografia
Segundo o censo de 2010, tinha 1.089 pessoas residindo em Northfield. A densidade populacional era de 93,85 hab./km². Dos 1.089 habitantes, Northfield estava composto pelo 97.98% brancos, o 0.09% eram afroamericanos, o 0.37% eram amerindios, o 0.37% eram asiáticos, o 0% eram insulares do Pacífico, o 0.18% eram de outras raças e o 1.01% pertenciam a duas ou mais raças. Do total da população o 0.83% eram hispanos ou latinos de qualquer raça.